# Lijst van rijksmonumenten in Drechterland
De gemeente Drechterland telt 62 inschrijvingen in het rijksmonumentenregister. Hieronder een overzicht.

## Hem
De plaats Hem telt 6 inschrijvingen in het rijksmonumentenregister.
| Object | Oorspronkelijke functie? | Bouwjaar                                     | Architect | Locatie         | Coördinaten?                  | Nr.?   | Afbeelding        |
| --- | ------------------------ | -------------------------------------------- | --------- | --------------- | ----------------------------- | ------ | ----------------- |
| Lage houten stolphoeve. Twee houten wanden op plint van gele baksteen en negenruitsschuifvensters                                                           | Boerderij                | 18e eeuw                                     |           | Hemmerbuurt 7   | 52° 39' 43" NB, 5° 11' 42" OL | 37130  | Meer afbeeldingen |
| Stolphoeve met lang uitgebouwd vooreind, voorzien van houten geveltop. De wanden van het bedrijfsgedeelte gedeeltelijk van hout                             | Boerderij                | 18e/19e eeuw                                 |           | Hemmerbuurt 93  | 52° 39' 40" NB, 5° 11' 5" OL  | 37131  | Meer afbeeldingen |
| Driezijdig ombouwde kaakberghoeve. Het ver uitgebouwde vooreind heeft een houten zijgevel, vensters met roedenverdeling en een houten geveltop met makelaar | Boerderij                |                                              |           | Hemmerbuurt 99  | 52° 39' 39" NB, 5° 11' 4" OL  | 37132  | Meer afbeeldingen |
| Eenvoudig pand, deel uitmakend van de aantrekkelijke situatie bij de Hervormde Kerk. Gevel vernieuwd; houten zijwand                                        | Woonhuis                 |                                              |           | Hemmerbuurt 101 | 52° 39' 39" NB, 5° 11' 3" OL  | 37133  | Meer afbeeldingen |
| Toren van de Hervormde Kerk | Kerk en kerkonderdeel    | eerste helft 16e eeuw                        |           | Torenweg        | 52° 39' 40" NB, 5° 11' 1" OL  | 37135  | Meer afbeeldingen |
| Stolpboerderij "Schuilwijk" | Boerderij                | tweede helft 19e eeuw (gevel), in kern ouder |           | Hemmerbuurg 56  | 52° 39' 41" NB, 5° 11' 14" OL | 508439 | Meer afbeeldingen |

## Hoogkarspel
De plaats Hoogkarspel telt 5 inschrijvingen in het rijksmonumentenregister.
| Object | Oorspronkelijke functie? | Bouwjaar          | Architect                      | Locatie       | Coördinaten?                  | Nr.?   | Afbeelding                                            |
| --- | ------------------------ | ----------------- | ------------------------------ | ------------- | ----------------------------- | ------ | ----------------------------------------------------- |
| Stolphoeve met houten top boven het woongedeelte; teruggeplaatste dwarsdeur in de voorgevel. Gesneden voordeur; gedeeltelijk houten zijwand met negenruitsschuifvensters | Boerderij                |                   |                                | Streekweg 148 | 52° 41' 36" NB, 5° 10' 11" OL | 14058  | Meer afbeeldingen                                     |
| Stolpboerderij van het afgeleide Noord-Hollandse typ | Boerderij                | 1891              |                                | Streekweg 20  | 52° 41' 23" NB, 5° 9' 15" OL  | 495613 | Meer afbeeldingen                                     |
| Stolpboerderij van het afgeleide Westfriese type | Boerderij                | 1850-1899         |                                | Streekweg 30  | 52° 41' 25" NB, 5° 9' 24" OL  | 495620 | Meer afbeeldingen                                     |
| Stolpboerderij van het afgeleide Noord-Hollandse type | Boerderij                | 1901 (gevelsteen) |                                | Streekweg 62  | 52° 41' 28" NB, 5° 9' 33" OL  | 495627 | Stolpboerderij van het afgeleide Noord-Hollandse type |
| Watertoren | Nutsbedrijf              | 1930              | B.F. van Nievelt en W. Mensert | Streekweg 235 | 52° 41' 42" NB, 5° 10' 29" OL | 495633 | Meer afbeeldingen                                     |

## Oosterblokker
De plaats Oosterblokker telt 8 inschrijvingen in het rijksmonumentenregister. Zie Lijst van rijksmonumenten in Oosterblokker voor een overzicht.

## Oosterleek
De plaats Oosterleek telt 2 inschrijvingen in het rijksmonumentenregister.
| Object | Oorspronkelijke functie? | Bouwjaar | Architect | Locatie       | Coördinaten?                  | Nr.?  | Afbeelding        |
| --- | ------------------------ | -------- | --------- | ------------- | ----------------------------- | ----- | ----------------- |
| Voormalige Hervormde Kerk                                                                                             | Kerk en kerkonderdeel    | ca. 1690 |           | Oosterleek 9  | 52° 38' 18" NB, 5° 11' 53" OL | 37136 | Meer afbeeldingen |
| Huisje met houten voorgevel en gedeeltelijk houten zijgevel; schuiframen met kleine roedenverdeling, hoge schoorsteen | Woonhuis                 | 18e eeuw |           | Oosterleek 39 | 52° 38' 23" NB, 5° 11' 42" OL | 37137 | Meer afbeeldingen |

## Schellinkhout
De plaats Schellinkhout telt 12 inschrijvingen in het rijksmonumentenregister. Zie Lijst van rijksmonumenten in Schellinkhout voor een overzicht.

## Venhuizen
De plaats Venhuizen telt 10 inschrijvingen in het rijksmonumentenregister. Zie Lijst van rijksmonumenten in Venhuizen voor een overzicht.

## Westwoud
De plaats Westwoud telt 12 inschrijvingen in het rijksmonumentenregister. Zie Lijst van rijksmonumenten in Westwoud voor een overzicht.

## Wijdenes
De plaats Wijdenes telt 7 inschrijvingen in het rijksmonumentenregister.
| Object | Oorspronkelijke functie?  | Bouwjaar                 | Architect | Locatie         | Coördinaten?                 | Nr.?  | Afbeelding        |
| --- | ------------------------- | ------------------------ | --------- | --------------- | ---------------------------- | ----- | ----------------- |
| Hervormde Kerk. Zaalkerkje                                                                                                  | Kerk en kerkonderdeel     | wellicht 15e eeuw (koor) |           | Kerkbuurt 72    | 52° 38' 8" NB, 5° 9' 24" OL  | 37146 | Meer afbeeldingen |
| Toren der Hervormde Kerk van drie geledingen                                                                                | Kerk en kerkonderdeel     |                          |           | Kerkbuurt 72    | 52° 38' 8" NB, 5° 9' 23" OL  | 37147 | Meer afbeeldingen |
| Huisje met houten wanden. Het smalle rechter beukje halverwege verbreed. Hoge schoorsteen                                   | Woonhuis                  | 18e eeuw                 |           | Kerkbuurt 78    | 52° 38' 6" NB, 5° 9' 26" OL  | 37148 | Meer afbeeldingen |
| Dorpshuisje, onder zadeldak tussen houten topgevels; hoge schoorsteen. Houten zijwanden. Voorgevel van latere datum         | Woonhuis                  | 18e-19e eeuw             |           | Kerkbuurt 80    | 52° 38' 6" NB, 5° 9' 26" OL  | 37149 | Meer afbeeldingen |
| De Stofmolen | Industrie- en poldermolen | 1791/1911                |           | Molenweg 1      | 52° 38' 29" NB, 5° 10' 6" OL | 37150 | Meer afbeeldingen |
| Huisje met houten wanden waarop links een dwarsvleugel aansluit, eveneens met houten wanden. Hoge, gepleisterde schoorsteen | Woonhuis                  | 17e-18e eeuw             |           | Zuideruitweg 38 | 52° 37' 52" NB, 5° 9' 26" OL | 37151 | Meer afbeeldingen |
| Huisje met houten wanden, overkragende geveltop met makelaar                                                                | Woonhuis                  | 17e-18e eeuw             |           | Zuideruitweg 40 | 52° 37' 52" NB, 5° 9' 26" OL | 37152 | Meer afbeeldingen |